# Mountain Championship 1938
Mountain Championship 1938 je bila enajsta neprvenstvena dirka za Veliko nagrado v sezoni 1938. Odvijala se je 15. oktobra 1938 na angleškem dirkališču Brooklands.

## Rezultati

### Dirka
| Poz | Dirkač                | Moštvo              | Dirkalnik      | Krogi | Čas/Odstop |
| --- | --------------------- | ------------------- | -------------- | ----- | ---------- |
| 1   | Raymond Mays          | Privatnik           | ERA D          | 10    | 8:44       |
| 2   | Christopher Staniland | Privatnik           | Multi Union    | 10    | + 12 s     |
| 3   | Arthur Dobsont        | Privatnik           | ERA B          | 10    | + 14,4 s   |
| 4   | Eugenio Minetti       | Scuderia Ambrosiana | Maserati 6CM   |       |            |
| 5   | Peter Aitken          | Privatnik           | ?              |       |            |
| Ods | Ian Connell           | Privatnik           | ERA            |       |            |
| Ods | Avebury               | Privatnik           | Alta           |       |            |
| Ods | John Wakefield        | Privatnik           | ERA            |       |            |
| Ods | A. H. Beadle          | Privatnik           | Alta           |       |            |
| Ods | Tony Rolt             | Privatnik           | ERA            |       |            |
| Ods | Percy Maclure         | Privatnik           | B.H.W.-Bugatti |       |            |
| Ods | Francis Ashby         | Privatnik           | Alfa Romeo     |       | Sklopka    |